# Sainte-Marguerite (Moselle)
Pour les articles homonymes, voir Sainte-Marguerite.
Sainte-Marguerite est une ancienne commune française du département de la Moselle, rattachée à Monneren depuis 1810.

## Toponymie
Anciennes mentions : Sainte Marguerite (1793), Sainte-Marguerite (1801).
En francique lorrain : Magréit.

## Histoire
Construit en 1662, ce petit village faisait partie de la prévôté de Sierck. Il dépendait également de la seigneurie de Château-Rouge en 1723.
Sur le plan religieux, Sainte-Marguerite était annexe de la paroisse de Monneren (diocèse de Trèves).
Le 22 juin 1810, la commune de Sainte-Marguerite est rattachée à celle de Monneren.

## Démographie
| 1793 | 1800 | 1806 |
| ---- | ---- | ---- |
| 230  | 175  | 205  |

## Lieux et monuments
- Chapelle Sainte-Marguerite, érigée en 1754, sans doute pour Jean Théodore Demaret et son frère Isidore (sans qu'il soit précisé s'il s'agit du curé fondateur ou du donateur). Date et nom portés sur la porte intérieure de la nef.